# Francis Bernard
Francis Bernard, primo baronetto di Nettleham (Brightwell-cum-Sotwell, 12 luglio 1712 – Nether Winchendon, 16 giugno 1779), è stato un amministratore nelle colonie britanniche come governatore del New Jersey e del Massachusetts.

## Biografia
Francis Bernard nacque a Brightwell-cum-Sotwell, nel Berkshire (parte dell'Oxfordshire dal 1974), dal reverendo Francis e da Margery Bernard e fu battezzato il 12 luglio 1712. Dopo aver frequentato la Westminster School fu educato al St. Peter's College e poi trascorse sette anni a Oxford, dove il Christ Church gli conferì un Master of Arts nel 1736. Il St. Peter's e il Christ Church fanno parte dei 38 College dell'Università di Oxford.
Uomo di notevole intelligenza, si diceva che avrebbe potuto recitare intere opere di Shakespeare a memoria. Fu lui a proporre la pubblicazione nel 1748 delle odi latine di Anthony Alsop, stampate poi nel 1752,
col titolo di Antonii Alsopi Odarum Libri Duo. Studiò giurisprudenza, fu ammesso al Middle Temple, di cui divenne membro anziano (bencher) e all'esercizio della professione forense a Lincoln e a Boston (Lincolnshire) dal 1737.

### Famiglia
Francis Bernard sposò Amelia Offley (1717-1778) nel 1741. Amelia Offley era cugina di William Barrington (2° Visconte di Barrington) che divenne sostenitore di Francis Bernard. Francis Bernard e Amelia Offley misero in piedi una famiglia numerosa: ebbero almeno nove figli. Quando arrivarono in America a Perth Amboy portarono con loro quattro dei loro figli. Secondo la Pennsylvania Gazette altri quattro figli erano rimasti in Inghilterra e nell'autunno del 1759 nacque loro un nono figlio nel New Jersey. Altri non sopravvissero oltre l'infanzia.
John Adams descrisse in seguito il governatore Bernard come "... avaro al grado più infame; bisognoso, allo stesso tempo, avendo una famiglia numerosa a carico".

Tra i figli si ricordano:
- Francis Bernard (circa 1744 – 1770), ufficiale della Royal Navy.
- John Bernard (1746 - 1809), 2° baronetto di Nettleham.
- Thomas Bernard (1750 – 1818), 3° baronetto di Nettleham, che studiò ad Harvard.
- Scrope Bernard-Morland (1758 – 1830), 4° baronetto di Nettleham, politico britannico.

### Governatore del New Jersey
Fu nominato governatore del New Jersey il 27 gennaio 1758, e giunse a Perth Amboy il 14 giugno. Lì conquistò una buona reputazione e una certa popolarità promuovendo attività di mutua difesa con altre colonie. Negoziò inoltre trattati per porre fine alle incursioni indiane lungo le frontiere della colonia nella parte alta (settentrionale) della valle del fiume Delaware.
I suoi sforzi fecero molto per guadagnare il sostegno attivo del New Jersey durante l'ultima parte della guerra franco-indiana. La sua opera fu premiata dalla nomina alla carica di governatore del Massachusetts. A nome di re Giorgio II d'Inghilterra, Bernard stabilì attraverso un decreto governativo (patent charter) il 24 maggio 1760, la fondazione di Bernardston, New Jersey che ora è divisa in due distinte municipalità: Bernards Township e Bernardsville. Citazione
()
Il suo servizio come Governatore Reale del New Jersey si concluse il 4 luglio 1760.

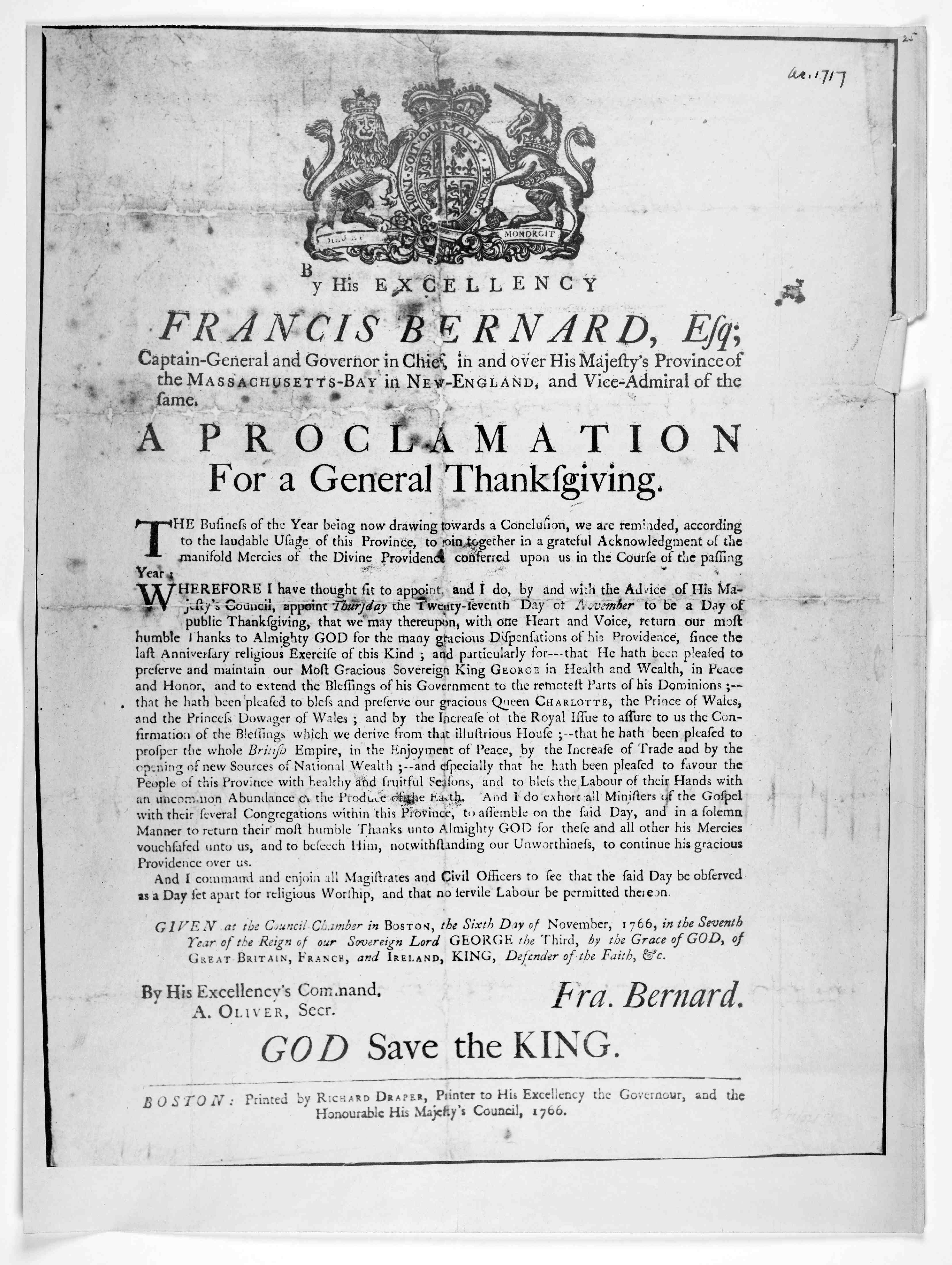
Proclama per un ringraziamento generale, rilasciato da Francis Bernard, governatore della provincia di Massachusetts Bay, novembre 1766.

### Governatore del Massachusetts
Bernard fu nominato governatore del Massachusetts (allora provincia di Massachusetts-Bay della Nuova Inghilterra), a fine 1759, ma i ritardi nelle comunicazioni e la durata del viaggio furono tali che egli arrivò a Boston il 2 agosto 1760.
Anche se inizialmente fu ben accolto, la sua permanenza nel Massachusetts divenne meno soddisfacente, trovandosi a essere responsabile dell'applicazione di leggi e tasse impopolari. La sua difficoltà iniziò quando emise disposizioni (writ of assistance) per la ricerca di beni di contrabbando nel 1760 a favore degli esattori della dogane. Continuò con altre misure fiscali, tra cui lo Stamp Act del 1765. Nel novembre 1768 la sua effigie fu bruciata da una folla di New York. Infine, il malcontento aumentò al punto che, di fronte a una petizione, la Camera dei rappresentanti del Massachusetts ritenne che '"avrebbe potuto essere rimosso per sempre dal Governo della Provincia".
Nel 1769 fu sostituito da Thomas Hutchinson e fu richiamato in Inghilterra. Quando lasciò Boston il 1º agosto, la città improvvisò una festa, decorando l'Albero della Libertà (un olmo che si ergeva a Boston, diventato simbolo della lotta per l'indipendenza) e suonando le campane della chiesa.
Tra le sue realizzazioni in Massachusetts vi sono la Hall dell'Università di Harvard (ricostruita dopo un incendio nel 1766)
e il completamento della residenza estiva del governatore, nella località chiamata Jamaica Plain vicino a Jamaica Pond a Boston.
La pianificazione della città di Bernardstown (Massachusetts) fu realizzata durante la sua amministrazione e porta il suo nome.
Bernard inoltre diede il nome alla regione detta Berkshires
e alla città di Pittsfield (Massachusetts), in onore di William Pitt il Vecchio.
Durante la sua permanenza nel Massachusetts, Francis Bernard si tenne in stretto contatto con i propri contemporanei inglesi tra cui l'avvocato Levett Blackborne del Lincoln's Inn di Londra (nipote di Richard Levett, Lord Mayor of London)  –  chiamandolo il suo "uomo di affari di Londra" nella sua corrispondenza in cui presenta l'amico "Mr. Rogers di Boston" a Blackborne  –  come suo agente.

### Il ritorno in Inghilterra
Per i suoi servizi, al suo ritorno in Inghilterra, fu nominato baronetto mentre viveva a Nettleham Lincolnshire e più tardi il governo britannico lo nominò commissario del consiglio delle entrate per l'Irlanda.

Nel 1772 conseguì il Doctor of Civil Law presso l'università di Harvard.

Morì il 16 giugno 1779 a Nether Winchendon nel Buckinghamshire, in Inghilterra.